# Droits fondamentaux dans l'Union européenne
La protection des droits fondamentaux ou droits de l'homme par l'Union européenne a profondément évolué depuis la création des Communautés dans les années 1950. Partis d'une absence d'évocation dans les premières années, les droits fondamentaux ont, au fur et à mesure de la construction européenne, pris une position centrale dans l'ordre juridique européen.

## Histoire
Ni le Traité CECA, ni le Traité de Rome de 1957, ni le Traité Euratom ne faisaient de référence générale aux droits fondamentaux : seuls quelques droits sont protégés en raison de l'importance qu'ils présentent pour l'établissement d'un marché commun. C'est le cas des quatre libertés de circulation, de l'interdiction des discriminations fondées sur la nationalité et de l'interdiction des discriminations fondées sur le sexe. Cette carence peut être expliquée de plusieurs manières. Premièrement, les traités ayant un caractère essentiellement économique, leur impact sur les droits fondamentaux paraît limité. De plus, la rédaction d'une nouvelle charte des droits fondamentaux semble redondante avec la Convention européenne des droits de l'homme (CEDH). Enfin, le rejet du projet de la Communauté européenne de défense par le Parlement français réduit l'ambition de la construction communautaire et la question de la protection des droits de l'Homme est renvoyée à plus tard.
Avec la consécration en 1964 du principe de primauté du droit de l'Union sur le droit national par l'arrêt Costa contre ENEL, la question de la protection des droits fondamentaux devient plus pressante.  Le Parlement et la Commission se prononcent pour une intégration des droits fondamentaux en tant que principes généraux du droit communautaire, ce que la Cour de justice fait dans l'arrêt Stauder. Pour ce faire, cette dernière dit s'inspirer des conventions internationales de protection des droits de l'Homme, en particulier la CEDH, et des traditions constitutionnelles communes aux États membres.

## Sources de ces droits
Le traité sur l'Union européenne reconnaît trois sources de droits fondamentaux : la Charte, les conventions internationales et les principes généraux de droit, lesquels incluent notamment les traditions constitutionnelles communes aux États membres.

« 1. L'Union reconnaît les droits, les libertés et les principes énoncés dans la Charte des droits fondamentaux de l'Union européenne du 7 décembre 2000, telle qu'adaptée le 12 décembre 2007 à Strasbourg, laquelle a la même valeur juridique que les traités. 
Les dispositions de la Charte n'étendent en aucune manière les compétences de l'Union telles que définies dans les traités. 
Les droits, les libertés et les principes énoncés dans la Charte sont interprétés conformément aux dispositions générales du titre VII de la Charte régissant l'interprétation et l'application de celle-ci et en prenant dûment en considération les explications visées dans la Charte, qui indiquent les sources de ces dispositions. 
 2. L'Union adhère à la Convention européenne de sauvegarde des droits de l'Homme et des libertés fondamentales. Cette adhésion ne modifie pas les compétences de l'Union telles qu'elles sont définies dans les traités. 
 3. Les droits fondamentaux, tels qu'ils sont garantis par la Convention européenne de sauvegarde des droits de l'Homme et des libertés fondamentales et tels qu'ils résultent des traditions constitutionnelles communes aux États membres, font partie du droit de l'Union en tant que principes généraux. »

— Article 6 du Traité sur l'Union européenne.

### Principes généraux de droit

#### Traditions constitutionnelles communes
Bien que le traité et la jurisprudence de la Cour de justice y fassent symboliquement référence, les traditions constitutionnelles communes des États membres sont peu utilisées. En effet, les pratiques et coutumes constitutionnelles des 28 États membres sont très différentes, voire incohérentes. Dès lors, il est difficile de déduire un droit particulier qui émanerait de toutes les constitutions nationales et, quand bien même ce serait le cas, il serait ardu d'obtenir un consensus sur l'interprétation de ce droit et sur sa transposition en principe général du droit de l'Union. Par exemple, si tous les États membres reconnaissent le droit à la vie, l'Irlande restreint fortement le droit à l'avortement et ne reconnaît pas de droit à l'euthanasie, la France n'admet que ce premier tandis que la Belgique le fait pour les deux.

## Adhésion de l'Union européenne à la CEDH
Le traité de Lisbonne impose à l'Union d'adhérer à la Convention européenne des droits de l'homme, celle-ci a été révisée afin de permettre cette adhésion. Les négociations sur les modalités pratiques sont aujourd'hui en cours entre la Commission européenne et le Conseil de l'Europe, les spécificités de l'Union doivent en effet entrainer certaines adaptations de la Cour européenne des droits de l'homme conçue initialement pour ne recevoir de requêtes que contre les États. Cet accord devra être approuvé par le Parlement, par le Conseil statuant à l'unanimité et ratifié par tous les États membres.